# 小山正彦
小山 正彦（こやま まさひこ、1956年4月9日 - ）は、日本の実業家、社会人野球選手（内野手）。株式会社西武・プリンスホテルズワールドワイド代表取締役社長。

## 人物・経歴
兵庫県姫路市出身。兵庫県立加古川西高等学校から1975年に立命館大学経済学部入学、立命館大学硬式野球部入部。1979年大学を卒業し、プリンスホテル入社、プリンスホテル硬式野球部員第1期。一塁手を守り、石毛宏典や中尾孝義、居郷肇などが同期だった。
選手やコーチを経て、第60回都市対抗野球大会で優勝したのを期に1989年に退部し、1990年から品川プリンスホテル総務課で新横浜プリンスホテル開業準備にあたり、同年総務部総務課長に昇格。以降ホテル事業に携わった。1996年品川プリンスホテル総務部次長。1999年品川プリンスホテル宿泊部長。2001年大津プリンスホテル支配人。2005年品川プリンスホテル総支配人。2006年執行役員高輪・新高輪プリンスホテル総支配人兼品川プリンスホテル総支配人に昇格。
2010年6月23日、執行役員軽井沢プリンスホテル総支配人（兼）軽井沢ゴルフ・スキー総支配人。
2015年常務執行役員京都・滋賀統括総支配人兼広島統括総支配人兼宮崎統括総支配人。2016年取締役常務執行役員事業戦略部（名古屋開業準備）・西日本エリア担当兼西日本エリア統括総支配人。取締役副社長セールス&マーケティング本部長を経て、2018年から代表取締役社長を務め、グローバルブランド化に取り組んでいる。立命館大学校友会副会長も務める。
2019年4月1日、スマート・インの第1号、静岡県熱海市春日町で起工式。

## 文献
- 総支配人インタビュー 日本のリゾートから世界のリゾートへ。好機を逃さず攻めていきます (株)プリンスホテル執行役員 軽井沢プリンスホテル総支配人 軽井沢ゴルフ・スキー総支配人 小山正彦氏 (特集 西武グループが総力結集。世界のリゾートへと飛躍をめざす ｢プリンスグランドリゾート軽井沢｣の別荘型高級宿泊施設 ｢ザ・プリンスヴィラ軽井沢｣徹底解剖)[13]。